# Plasma (interferensmönster)
Plasma brukar moirémönster kallas i datorgrafiksammanhang. Mönstren misstas ibland för fraktaler men de bygger vanligtvis på sinuskurvor. Ett exempel på hur ett sådant mönster skapas är genom att ta ett stycke tunt tyg, vika det dubbelt och hålla upp det mot en ljuskälla.

## Olika varianter
|  |  |